# بيتون (لاعب كرة قدم)
بيتون (11 مايو 1987 بلفراس في البرازيل - ) هو لاعب كرة قدم برازيلي في مركز الهجوم. لعب مع نادي آسيريسكا ونادي أنتر زابرشيتش وساو رايموندو إسبورتي ‏ وCoimbra Sports ‏ وFabril Esporte Clube ‏ وValeriodoce Esporte Clube ‏.